# Hung Yan-yan
Hung Yan-yan, conosciuto anche con il nome di Xiong Xinxin (cinese tradizionale: 熊欣欣; cinese semplificato: 熊欣欣; pinyin: Xióng Xǐnxǐn; jyutping: Hung4 Jan1jan1; Guangxi, 25 febbraio 1962), è un attore, artista marziale e stuntman cinese.
È stato la controfigura di Jet Li durante le scene di arti marziali.

## Biografia
Nato nella provincia cinese del Guangxi nel 1962, all'età di 12 anni abbandonò l'istruzione canonica per iscriversi ad una scuola di arti marziali. Per 12 anni si allenò nei combattimenti, e vinse inoltre diversi campionati.

## Carriera
Dopo l'istruzione marziale, Hung viaggiò ad Hong Kong, dove fu scoperto dal famoso regista Lau Kar Leung e assunto come controfigura di Jet Li nel film Martial Arts of Shaolin. Nel 1988, l'attore si trasferì definitivamente ad Hong Kong, dove divenne prima stuntman e poi attore e action director.
Hung è stato la controfigura di Jet Li anche in altre occasioni, come nel lungometraggio Once Upon a Time in China e nel suo sequel, Once Upon a Time in China II, nel quale ha fornito anche una performance da attore interpretando il capo della setta del Loto Bianco. Sebbene fosse un campione di wushu, durante le riprese di tali film Jet Li si slogò una caviglia, dando occasione a Hung di comparire in moltissime scene al suo posto.
A partire dal terzo film della saga di Once Upon a Time in China, Hung ottenne il ruolo di Clubfoot (Piede Deforme), un uomo che combatte contro il protagonista Wong Fei Hung (interpretato da Jet Li) e, dopo aver perso e subito una tremenda ferita, diventa allievo di quest'ultimo. Nei successivi due film della saga, Hung riprese il ruolo di Clubfoot sebbene Jet Li fosse stato sostituito da Vincent Zhao, più giovane ed atletico, cosicché ad Hung furono anche ridotte le parti da stuntman. L'attore riprese il suo ruolo ormai fisso anche nell'omonima serie televisiva tratta dalla saga e nell'ultimo film di quest'ultima, Once Upon a Time in China and America, in cui tornò a recitare anche Jet Li.
Nel 1993, ottenne il ruolo del principale antagonista, il principe Barac, nel film di Yuen Wo Ping Hero Among Heroes, con Donnie Yen. Il personaggio di Hung è inizialmente il migliore amico del protagonista, So Chan, tuttavia successivamente diviene dipendente dalla droga e lo tradisce.
Nel 1998, l'attore seguì il regista Tsui Hark ad Hollywood, per partecipare brevemente al film Double Team - Gioco di squadra.
Dopo aver lavorato per un breve periodo ad Hollywood, tornò ad Hong Kong per lavorare come action director nel film Blacksheep Affair di Chin Siu-tung, e poi di nuovo con Tsui Hark in Time and Tide con Nicholas Tse. Dopo tali esperienze, tornò nuovamente ad Hollywood come coreografo degli stuntman nel film D'Artagnan.

## Vita privata
Yan-yan è sposato con Carrie Choy, una ex-collega con la quale ha un figlio.
L'attore ha imparato l'inglese da autodidatta, leggendo libri in lingua.

## Filmografia

### Attore
- Martial Arts of Shaolin (1986)
- Tiger on the Beat (1988)
- City Cops (1989)
- Ghost Ballroom (1989)
- Aces Go Places V (1989)
- God of Gamblers (1989)
- Stage Door Johnny (1990)
- Tiger on the Beat 2 (1990)
- Shou hu fei long (1990)
- Bullet for Hire (1991)
- Lee Rock II (1991)
- Once Upon a Time in China (1991)
- Once Upon a Time in China II (1992)
- Royal Tramp (1992)
- The Musical Vampire (1992)
- Forced Nightmare (1992)
- New Dragon Gate Inn (1992)
- Once Upon a Time in China III (1993)
- Hero Among Heroes (1993)
- Milionaire Cop (1993)
- Once Upon a Time in China IV (1993)
- To Live and Die in Tsimshatsui (1994)
- The Other Side of the Sea (1994)
- L'ultimo combattimento di Wong (Once Upon a Time in China V) (1994)
- Wonder Seven (1994)
- The Chinese Feast (1995)
- The Blade (1995)
- The Little Drunken Masters (1995)
- Fist of Fury (1995)
- Wong Fei Hung Series (1996)
- Tristar (1996)
- La vendetta della maschera nera (Black Mask) (1996)
- C'era una volta in Cina e in America (Once Upon a Time in China and America) (1997)
- Till Death Do Us Part (1998)
- The Blacksheep Affair (1998)
- Super agente speciale (Simon Sez), regia di Kevin Alyn Elders (1999)
- Star Runner (2003)
- In the Blue (2006)
- Playboy Cops (2008)
- Butterfly Lovers (2008)
- Bad Blood (2010)
- Shaolin (2011)
- All Men Are Brothers – serie televisiva (2011)
- Ip Man - The Final Fight (2013)

### Stuntman
- Once Upon a Time in China III (1993)
- Once Upon a Time in China (1992)
- Once Upon a Time in China (1991)
- Tiger Cage 2 (1990)
- Tiger On The Beat 2 (1990)
- City Cops (1989)
- Tiger On The Beat (1988)
- Yellow River Fighter (1988)

### Action director
- Tiger on the Beat 2 (1990)
- Skinny Tiger, Fatty Dragon (1990)
- Wonder Seven (1994)
- Tri-Star (1996)
- ...Till Death Do Us Part (1998)
- Time and Tide (2000)
- Reunion (2002)
- Seven Swords (2005)
- In the Blue (2006)
- Coweb (2009)

### Assistente action director
- Aces Go Places V (1989)
- Once Upon a Time in China (1991)
- Dragon Inn (1992)
- Once Upon a Time in China IV (1993)
- Once Upon a Time in China and America (1997)
- The Blacksheep Affair (1998)

### Regista
- Coweb (2009)

### Produttore esecutivo
- Into the blue (2006)